# Rafaël (aartsengel)
Rafaël of Raphaël (Grieks: Ραφαηλ, Raphael, in de Septuagint de vertaling van het Hebreeuwse: רְפָאֵל, rephaël, "God geneest", "God bewijst zich als arts") was een engel, later aartsengel in het jodendom en christendom.

## Rafaël in het judaïsme
Rafaël  verschijnt hij in het deuterocanonieke boek Tobit, waar hij de jonge Tobias, de zoon van Tobit, vergezelt op zijn gevaarlijke reizen. Pas nadat Tobias veilig is teruggekeerd, maakt de engel zich bekend als "Rafaël, een van de zeven engelen die in de nabijheid van de troon van de Heer verkeren."
In de rabbijnse literatuur heeft Rafaël een genezende functie in een wereld die geknecht is door de gevolgen van de gevallen engelen. In andere werken werd Rafaël een van de vier aartsengelen genoemd, waarbij verwijzingen worden gedaan naar het visioen in Ezechiël 1-2. In het Eerste boek van Henoch (2e eeuw v.Chr.) wordt Rafaël beschreven als "een van de heilige engelen die over de geesten van de mensen gaat". Rafaël krijgt van God de opdracht om de demon Azazel gevangen te zetten en: "genees de aarde die de engelen verdorven hebben, en verkondig de genezing van de aarde, opdat zij van pestilentie kunnen helen".

## Rafaël in het christendom
Rafaël komt in het Nieuwe Testament niet voor. De kerkvaders schreven wel regelmatig over Rafaël en telkens wordt hij beschreven als een van de eerst geschapen aartsengelen, die samen met andere engelen Satan pijnigt. Ook hier gold hij als engel van de genezing, werd hij als hemelse arts voorgesteld of is hij de engel met de heilige olie. Mede door deze tradities werd aangenomen dat Rafaël de engel was uit de passage in Johannes 5:4, waarin een engel het water in Betzata in beweging bracht; om tekstkritische redenen is vrijwel zeker dat deze passage later in de tekst is geïnterpoleerd, mogelijk pas in de 5e eeuw.
In het begin van de 5e eeuw werd aan Rafaël een basiliek toegewijd op een eiland in de buurt van Alexandrië.
Zijn feest wordt in de Rooms-Katholieke Kerk gevierd op 29 september, samen met de aartsengelen Michaël en Gabriël.

## Rafaël in de kunst
Rafaël komt als beschermengel voor in de toneelstukken Gijsbrecht van Aemstel (1638) en Lucifer (1654) van Joost van den Vondel. Ook Johann Wolfgang von Goethe voert Rafaël samen met de Gabriël en Michaël op in zijn meesterwerk Faust (1790-1887).

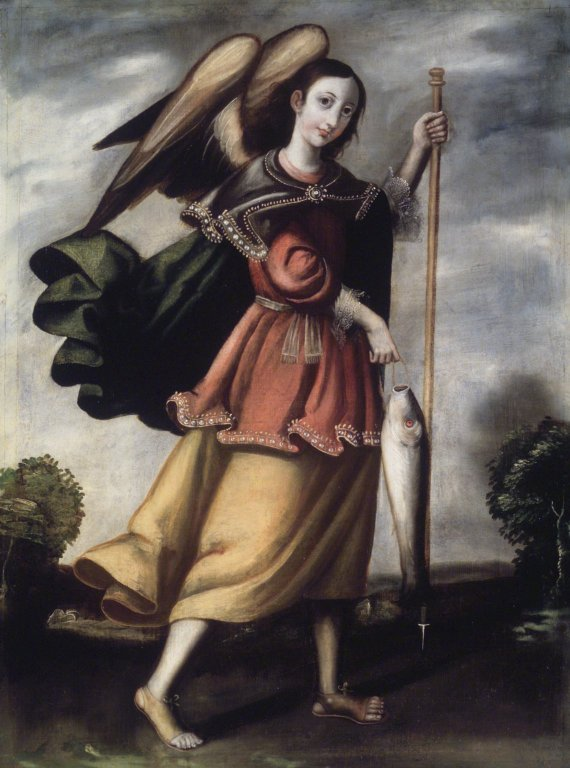
17e-eeuws schilderij van de aartsengel Rafaël in het Brooklyn Museum, New York

Michaël · Gabriël · Rafaël · Uriël · Azraël 